# West Ryder Pauper Lunatic Asylum
West Ryder Pauper Lunatic Asylum je třetí studiové album britské rockové skupiny Kasabian vydané 5. června 2009.

## Pozadí
Jedná se o první album skupiny, na kterém se nepodílel kytarista a skladatel Christopher Karloff, který odešel během psaní alba Empire (2006). Hlavním skladatelem a spoluproducentem kapely se stal kytarista a zpěvák skupiny Sergio Pizzorno. Je to také první album, na kterém pracoval kytarista Tim Carter. Ten se ke skupině připojil v roce 2013 jako kytarista při turné a v roce 2021 se stal jejím plnohodnotným členem.
Album debutovalo na prvním místě hudebních žebříčků ve Spojeném království. Z alba vyšly čtyři singly: „Fire“, „Where Did All the Love Go?“, „Underdog“ a „Vlad the Impaler“. V první čtyřicítce žebříčku se umístilo také v zemích jako Austrálie, Francie, Irsko a Nový Zéland.
V roce 2009 bylo album nominováno na Mercury Prize.

## Seznam skladeb
| Pořadí         | Název                                 | Délka |
| -------------- | ------------------------------------- | ----- |
| 1.             | "Underdog"                            | 4:37  |
| 2.             | "Where Did All the Love Go?"          | 4:17  |
| 3.             | "Swarfiga"                            | 2:18  |
| 4.             | "Fast Fuse"                           | 4:10  |
| 5.             | "Take Aim"                            | 5:23  |
| 6.             | "Thick as Thieves"                    | 3:06  |
| 7.             | "West Ryder Silver Bullet"            | 5:15  |
| 8.             | "Vlad the Impaler"                    | 4:44  |
| 9.             | "Ladies and Gentlemen, Roll the Dice" | 3:33  |
| 10.            | "Secret Alphabets"                    | 5:07  |
| 11.            | "Fire"                                | 4:13  |
| 12.            | "Happiness"                           | 5:16  |
| Celková délka: | Celková délka:                        | 51:59 |

## Obsazení
Kasabian
- Tom Meighan – zpěv
- Sergio Pizzorno – sólová a rytmická kytara, syntezátory, programování, doprovodné vokály, zpěv
- Chris Edwards – basová kytara
- Ian Matthews – bicí

Ostatní hudebníci
- Dan the Automator – programování
- Jay Mehler – přídavná kytara
- Tim Carter – přídavná kytara, klávesy a perkuse
- Daniel Ralph Martin – přídavná kytara a klavír
- Rosario Dawson – vokály
- Ben Kealey – klávesy